# Кубок Франції з футболу 2019—2020
Кубок Франції з футболу 2019–2020 — 103-й розіграш кубкового футбольного турніру у Франції. Титул здобув Парі Сен-Жермен.

## Календар
| Етап                           | Раунд       | Дата                |                     |
| ------------------------------ | ----------- | ------------------- | ------------------- |
| Попередній етап (регіональний) | 1 Раунд     | Регіональні дати    | Регіональні дати    |
| Попередній етап (регіональний) | 2 Раунд     | Регіональні дати    | Регіональні дати    |
| Попередній етап (регіональний) | 3 Раунд     | 15 вересня 2019     | 15 вересня 2019     |
| Попередній етап (регіональний) | 4 Раунд     | 29 вересня 2019     | 29 вересня 2019     |
| Попередній етап (регіональний) | 5 Раунд     | 13 жовтня 2019      | 13 жовтня 2019      |
| Попередній етап (регіональний) | 6 Раунд     | 27 жовтня 2019      | 27 жовтня 2019      |
| Попередній етап (національний) | 7 Раунд     | 6-24 листопада 2019 | 6-24 листопада 2019 |
| Попередній етап (національний) | 8 Раунд     | 7-8 грудня 2019     | 7-8 грудня 2019     |
| Фінальний етап                 | 1/32 фіналу | 3-6 січня 2020      | 3-6 січня 2020      |
| Фінальний етап                 | 1/16 фіналу | 16-20 січня 2020    | 16-20 січня 2020    |
| Фінальний етап                 | 1/8 фіналу  | 28-30 січня 2020    | 28-30 січня 2020    |
| Фінальний етап                 | 1/4 фіналу  | 11-13 лютого 2020   | 11-13 лютого 2020   |
| Фінальний етап                 | 1/2 фіналу  | 3-4 березня 2020    | 3-4 березня 2020    |
| Фінальний етап                 | Фінал       | 25 квітня 2020      | 25 квітня 2020      |

## Регламент
Кубок Франції складається з двох етапів:
- відбіркового, який складається з шести регіональних етапів (перші два організовуються в кожному регіоні за своєю схемою для клубів регіональних ліг, наступні чотири організовуються в регіонах централізовано за участі клубів з національних аматорських і напівпрофесіональних ліг) та двох національних етапів (7-й і 8-й етап, з 7-го стартують клуби Ліги 2 та представники заморських територій);
- фінального, який починається з 1/32 фіналу — з цього раунду стартують клуби провідної Ліги 1.

## 1/32 фіналу
| Команда 1                                      | Рахунок      | Команда 2                             |
| ---------------------------------------------- | ------------ | ------------------------------------- |
| 3 січня 2020                                   |              |                                       |
| «Бордо»                                        | 2:0          | «Ле-Ман» (2)                          |
| 4 січня 2020                                   |              |                                       |
| «Байонна» (5)                                  | 0:2          | «Нант»                                |
| «Ніор» (2)                                     | 1:2          | «Сен-П'єрруаз» (Сен-П'єр) ( Реюньйон) |
| «Фабрег» (5)                                   | 0:2          | «Париж» (2)                           |
| «Гішан» (5)                                    | 1:2          | «Кан» (2)                             |
| «Версаль» (5)                                  | 1:2          | «Гранвіль» (4)                        |
| «Монако»                                       | 2:1          | «Реймс»                               |
| «Тур» (5)                                      | 2:2 пен. 2:4 | «Нім»                                 |
| «Ле-Портель» (5)                               | 1:4          | «Страсбур»                            |
| «Сен-Бріє» (4)                                 | 1:1 пен. 3:4 | «Гонфревіль» (Гонфревіль-л'Орше) (5)  |
| «Ренн»                                         | 0:0 пен. 5:4 | «Ам'єн»                               |
| «Сен-Приве-Сен-Ілер» (Сен-Приве-Сен-Мемен) (4) | 1:0          | «Тулуза»                              |
| «Ред Стар» (Сент-Уан-сюр-Сен) (3)              | 2:1          | «Шамблі» (2)                          |
| «Атлетіко» (Марсель) (5)                       | 2:1          | «Родез» (2)                           |
| «Сабле» (Сабле-сюр-Сарт) (5)                   | 2:2 пен. 2:4 | «По» (3)                              |
| «Ангулем» (4)                                  | 3:1          | «Шаллан» (5)                          |
| «Бельфор» (4)                                  | 3:0          | «Монсо» (Монсо-ле-Мін) (5)            |
| «Бур-ан-Бресс Перонна» (3)                     | 0:7          | «Ліон»                                |
| 5 січня 2020                                   |              |                                       |
| «Раон» (Раон-л'Етап) (5)                       | 2:3          | «Лілль»                               |
| «Реймс Сент-Анн» (Реймс) (6)                   | 0:1          | «Монпельє»                            |
| «Лор'ян» (2)                                   | 2:1 дч       | «Брест»                               |
| «Треліссак» (4)                                | 1:1 пен. 2:4 | «Марсель»                             |
| «Бастія-Борго» (3)                             | 0:3          | «Сент-Етьєн»                          |
| «Валансьєн» (2)                                | 1:2          | «Діжон»                               |
| «Ніцца»                                        | 2:0          | «Фрежус-Сен-Рафаель» (4)              |
| «Дьєпп» (5)                                    | 1:3          | «Анже»                                |
| «Гранд-Сінт» (5)                               | 0:1          | «Нансі» (2)                           |
| «Лімоне» (5)                                   | 1:1 пен. 3:1 | «Ле-Пюї» (Ле-Пюї-ен-Веле) (3)         |
| «Саннуа Сен-Гратьян» (4)                       | 0:1          | «Епіналь» (4)                         |
| «Омбур-О» (8)                                  | 0:3          | «Прі-ле-Мезьєр» (5)                   |
| «Ліна-Монлері» (6)                             | 0:6          | «Парі Сен-Жермен» (Париж)             |
| 6 січня 2020                                   |              |                                       |
| «Руан» (4)                                     | 3:0          | «Мец»                                 |

## 1/16 фіналу
| Команда 1                                      | Рахунок | Команда 2                             |
| ---------------------------------------------- | ------- | ------------------------------------- |
| 16 січня 2020                                  |         |                                       |
| «По» (3)                                       | 3:2 дч  | «Бордо»                               |
| 17 січня 2020                                  |         |                                       |
| «Гранвіль» (4)                                 | 0:3     | «Марсель»                             |
| 18 січня 2020                                  |         |                                       |
| «Прі-ле-Мезьєр» (5)                            | 0:1     | «Лімоне» (5)                          |
| «Ніцца»                                        | 2:1     | «Ред Стар» (Сент-Уан-сюр-Сен) (3)     |
| «Бельфор» (4)                                  | 3:1     | «Нансі» (2)                           |
| «Епіналь» (4)                                  | 1:0 дч  | «Сен-П'єрруаз» (Сен-П'єр) ( Реюньйон) |
| «Гонфревіль» (Гонфревіль-л'Орше) (5)           | 0:2     | «Лілль»                               |
| «Париж» (2)                                    | 2:3     | «Сент-Етьєн»                          |
| «Ангулем» (4)                                  | 1:5     | «Страсбур»                            |
| «Нант»                                         | 3:4     | «Ліон»                                |
| 19 січня 2020                                  |         |                                       |
| «Монпельє»                                     | 5:0     | «Кан» (2)                             |
| «Атлетіко» (Марсель) (5)                       | 0:2     | «Ренн»                                |
| «Діжон»                                        | 5:0     | «Нім»                                 |
| «Руан» (4)                                     | 1:4     | «Анже»                                |
| «Лор'ян» (2)                                   | 0:1     | «Парі Сен-Жермен» (Париж)             |
| 20 січня 2020                                  |         |                                       |
| «Сен-Приве-Сен-Ілер» (Сен-Приве-Сен-Мемен) (4) | 1:3     | «Монако»                              |

## 1/8 фіналу
| Команда 1     | Рахунок      | Команда 2                 |
| ------------- | ------------ | ------------------------- |
| 28 січня 2020 |              |                           |
| «Бельфор» (4) | 0:0 пен. 5:4 | «Монпельє»                |
| «Анже»        | 4:5 дч       | «Ренн»                    |
| «Лімоне» (5)  | 1:2 дч       | «Діжон»                   |
| «Монако»      | 0:1          | «Сент-Етьєн»              |
| 29 січня 2020 |              |                           |
| «По» (3)      | 0:2          | «Парі Сен-Жермен» (Париж) |
| «Епіналь» (4) | 2:1          | «Лілль»                   |
| «Марсель»     | 3:1          | «Страсбур»                |
| 30 січня 2020 |              |                           |
| «Ніцца»       | 1:2          | «Ліон»                    |

## 1/4 фіналу
| Команда 1      | Рахунок | Команда 2                 |
| -------------- | ------- | ------------------------- |
| 11 лютого 2020 |         |                           |
| «Бельфор» (4)  | 0:3     | «Ренн»                    |
| 12 лютого 2020 |         |                           |
| «Діжон»        | 1:6     | «Парі Сен-Жермен» (Париж) |
| «Ліон»         | 1:0     | «Марсель»                 |
| 13 лютого 2020 |         |                           |
| «Епіналь» (4)  | 1:2     | «Сент-Етьєн»              |

## 1/2 фіналу
| Команда 1      | Рахунок | Команда 2                 |
| -------------- | ------- | ------------------------- |
| 3 березня 2020 |         |                           |
| «Сент-Етьєн»   | 2:1     | «Ренн»                    |
| 4 березня 2020 |         |                           |
| «Ліон»         | 1:5     | «Парі Сен-Жермен» (Париж) |

## Фінал
| 24 липня 2020 22:10 (EEST) |

| Парі Сен-Жермен | 1:0      | Сент-Етьєн |
| --------------- | -------- | ---------- |
| Неймар 14'      | Протокол |            |

| Стад де Франс, Сен-Дені Глядачів: 2 805 Арбітр: Аморі Делере |